# Serraulax calopterus
Serraulax calopterus är en stekelart som först beskrevs av Gyöö Viktor Szépligeti 1908.  Serraulax calopterus ingår i släktet Serraulax och familjen bracksteklar. Inga underarter finns listade i Catalogue of Life.